# Liste der Biografien/Ff
Liste der Biografien |
Portal Biografien |
Personensuche
# |
A |
B |
C |
D |
E |
F |
G |
H |
I |
J |
K |
L |
M |
N |
O |
P |
Q |
R |
S |
T |
U |
V |
W |
X |
Y |
Z |
?
 
Fa |
Fe |
Ff |
Fh |
Fi |
Fj |
Fk |
Fl |
Fm |
Fn |
Fo |
Fr |
Ft |
Fu |
Fy
Die Liste der Biografien führt alle Personen auf, die in der deutschsprachigen Wikipedia einen Artikel haben. Dieses ist eine Teilliste mit 12 Einträgen von Personen, deren Namen mit den Buchstaben „Ff“ beginnt.

## Ff
- FF (* 1987), portugiesischer Popsänger, Musicaldarsteller und Schauspieler

### Fff
- FFF, niederländischer Raggacore-Produzent und -DJ

### Ffi
- Ffirth, Stubbins (1784–1820), US-amerikanischer Arzt

### Ffo
- Fforde, Jasper (* 1961), britischer Schriftsteller und KameramannJasper Fforde (* 1961)

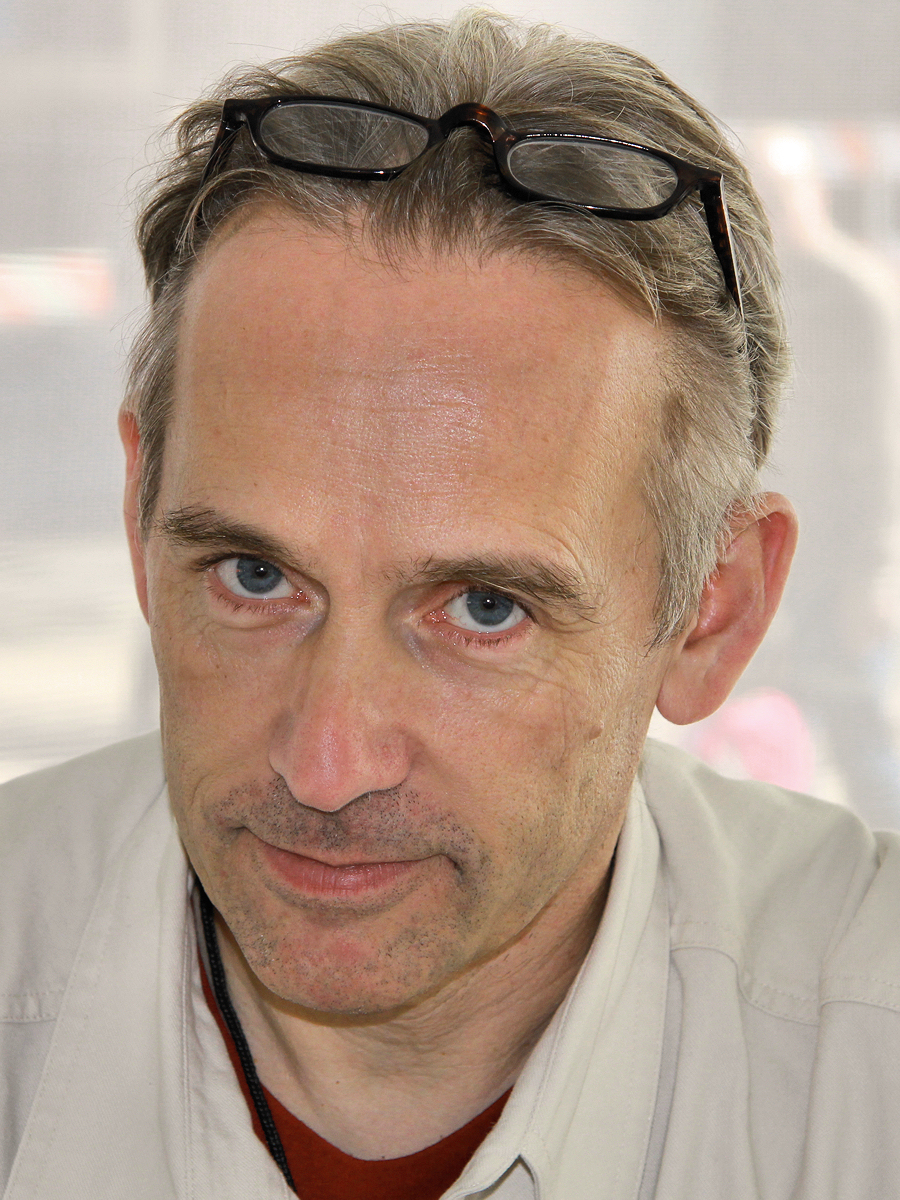
Jasper Fforde (* 1961)

- Fforde, Katie (* 1952), britische Schriftstellerin
- ffoulkes, Charles (1868–1947), britischer Künstler, Waffenkundler und Kurator
- Ffowcs Williams, John (1935–2020), britischer Ingenieur, Professor der Ingenieurwissenschaften

### Ffr
- Ffrangcon Davies, Gwen (1891–1992), britische Theater- und Filmschauspielerin
- ffrench Blake, Robert (* 1940), britischer Offizier
- Ffrench, Richard (1929–2010), britischer Ornithologe und Lehrer
- Ffrench-Davis, Ricardo (* 1936), chilenischer Ökonom
- Ffrost, Nick (* 1986), australischer Schwimmer